# Børge Roger Henrichsen
Børge Roger Henrichsen (født 4. oktober 1915 på Frederiksberg, død 20. juli 1989 i København) var en dansk komponist, jazzmusiker, kapelmester og radiovært. Han var søn af pianisten og komponisten Roger Henrichsen.
Børge Roger Henrichsen startede sin musikalske uddannelse i Københavns Drengekor. Samtidig fik han undervisning i klassisk klaverspil og i komposition hos bl.a. Bernhard Christensen og debuterede i 1933 som klaversolist i Tivolis Koncertsal. Men bl.a. via bekendtskabet med Bernhard Christensen blev han interesseret i jazz, og i årene 1937-1939 spillede han klaver i Svend Asmussens orkestre. Fra 1940 havde han sin egen jazztrio og senere 1941-1947 en kvintet under navnet Børge Rogers Swingtet. Med den, efterfulgte han i foråret 1941 Svend Asmussen i Skandia og spillede der til foråret 1944. Besætningen var ret stabil i hele perioden med Poul Olsen violin, Helge Jacobsen solo-guitar, Jørn Grauengaard rytme-guitar og Freddy Albeck bas og sang, mens kapelmesteren spillede klaver og trompet. Senere optrådte han med sangere som Ingelise Rune og Raquel Rastenni. Samtidig studerede han jura ved Københavns Universitet og tog juridisk embedseksamen 1946.
Fra 1941 var han desuden tilknyttet flere revyer som kapelmester og siden har han skrevet musik til teater, film og hørespil. Han var kapelmester i radioens Week-end hytte 1942-1945 og musikalsk leder af Københavns Kommunes Parkunderholdninger 1947-1957. Fra 1952 til 1981 var han ansat ved Danmarks Radio som ansvarlig for programlægningen på jazzområdet. Han drev desuden en udstrakt pædagogisk og oplysende virksomhed og skrev bl.a. bogen Noget om jazz i 1961.

## Musik
- musik til 2 spillefilm og en række dokumentarfilm
- en række klavernoder med jazzmusik
- en del musik på plade, hvoraf noget er genudgivet på CD